# 越喜来湾
座標: 北緯39度05分20秒 東経141度50分30秒 / 北緯39.08889度 東経141.84167度
越喜来湾（おきらいわん）は岩手県南東岸にある湾。東側の太平洋に向けて開いた湾である。

## 概要
岩手県気仙郡三陸町大塩埼と同町脚埼を結ぶ線より陸側の海域。湾口幅2.2km、面積18.8km2である。
三陸海岸の中央部に位置するリアス式海岸。湾内には越喜来漁港や崎浜漁港をはじめとして複数の漁港が整備されており、ワカメやホタテ貝の養殖も行われている。湾内に大きな島はなく、海岸まで山地が迫っているが、河口部などに砂浜も見られる。湾の北西岸に越喜来の集落があり、海岸部は全て大船渡市である。流入河川として、北西岸に浦浜川があり、西岸に甫嶺川や矢作川が流入している。
東北地方太平洋沖地震に伴う津波は、越喜来湾では最大15m以上の高さとなり、沿岸各所に大きな被害をもたらした。